# Байдовка
Ба́йдовка (укр. Байдівка) — село, относится к Старобельскому району Луганской области Украины.
Население по переписи 2001 года составляло 1184 человека. Почтовый индекс — 92763. Телефонный код — 6461. Занимает площадь 4,262 км². Код КОАТУУ — 4425180101.
Село делится дорогой регионального значения Автодорога Р-07 (Украина). В школе 59 учеников, 16 педагогов, школа построена в 90-х годах 19-го века, разделена она на два здания — старое и новое (в советское время здесь была баня), в наше время там расположены младшие классы. На территории села расположено фермерское хозяйство. Село находится на берегу реки р. Айдар

## Местный совет
92763, Луганська обл., Старобільський р-н, с. Байдівка, вул. Красна, 1а.